# とっとり文学賞
とっとり文学賞（とっとりぶんがくしょう）は、日本の文学賞。
2014年に創設された。鳥取発の良質な書籍の刊行と鳥取の活字・出版文化の振興を目的としている。新日本海新聞社が主催している。政経レポートが共催している。中央印刷が特別協賛している。応募資格は、鳥取県内在住・出身者、県内企業在職者に限られる。年齢は問われない。ジャンルは、小説、評伝、評論、紀行、自叙伝、その他主催者が妥当と判断したもので、いずれも未発表作品に限られる。枚数規定は、400字詰め原稿用紙150 - 400枚。とっとり文学賞は1点、佳作は3点まで決定される。受賞作品と作者は日本海新聞で発表される。第3回受賞の古林邦和は、第44回中国短編文学賞大賞を受賞している。